# یرج
یرج نام روستایی از توابع بخش مرکزی شهرستان جهرم در استان فارس بود. در اسفند ماه ۱۳۹۵ در پی دو روز بارش باران شدید در شهرستان جهرم و بالا آمدن سطح آب دریاچه سد سلمان فارسی، این روستا تخلیه شد و سپس به زیر آب رفت.

## نابودی روستا
۲۸ بهمن ۱۳۹۵ پس از دو روز بارش شدید روستا به زیر آب رفت شایان ذکر است پیش از آن به‌طور کامل تخلیه شده بود.
روستای یرج در حوزه آب ریز سد سلمان فارسی قرار داشت و مدت‌ها پیش از این زمین‌های ساکنان این روستا به منظور ساخت حوضچه سد سلمان خریداری شده بود اما بعضی از ساکنان با بهانه این که بهای زمین‌های آنها بیش از میزان پرداختی است روستا را تخلیه نکرده بودند که با شدت باران توسط اتوبوس از منطقه خارج گردیدند.